# Kiefer Ferenc
Kiefer Ferenc (Apatin, Jugoszlávia [ma Szerbia], 1931. május 24. – Budapest, 2020. november 21.) Széchenyi-díjas magyar nyelvész, egyetemi tanár, a Magyar Tudományos Akadémia rendes tagja. Az általános nyelvészet és a nyelvi szemantika neves kutatója. 1992 és 2002 között az MTA Nyelvtudományi Intézet igazgatója.

## Fiatalkora
Családjával 1943-ban költözött át Bajára. Középiskolai tanulmányait a bajai Cisztercita Gimnáziumban kezdte, de 1949-ben eltanácsolták onnan, később tudott csak leérettségizni. Segédmunkásként, majd raktárosként dolgozott az akkori Sztálinvárosban (ma: Dunaújváros). 1952-ben eredetileg orvosi egyetemre akart jelentkezni, de átirányították a József Attila Tudományegyetem (JATE) Természettudományi Kar matematika–fizika szakára, ahol 1956-ban szerzett tanári diplomát.
Diplomájának megszerzése után általános iskolai tanárként helyezkedett el, majd 1957 és 1961 között Baján, majd 1962-ig a budapesti Eötvös József Gimnáziumban tanított. Közben levelező tagozaton beiratkozott a JATE Bölcsészettudományi Kar német–francia szakára, ahol 1962-ben szerzett másoddiplomát előbb német nyelvből, majd 1965-ben francia nyelvből (ugyanekkor kapta egyetemi doktori címét).

## Tudományos pályafutása
1962-től az MTA Számítástechnikai Intézetének tudományos munkatársa, itt kezdett el nyelvészettel foglalkozni a Halmazelméleti és matematika-logikai modellek a nyelvben című tanulmányával. 1965–1966-ban Ford-ösztöndíjasként vezető amerikai egyetemeken volt lehetősége megismerkedni a kortárs nyelvtudomány legújabb eredményeivel. 1973-ban került az MTA Nyelvtudományi Intézetébe, melynek tudományos főmunkatársa, majd tudományos tanácsadója lett. 1984 és 1992 között az intézet igazgatóhelyettese, majd 2002-ig igazgatója. Közben 1982-ben egyetemi tanári kinevezést kapott az ELTE Bölcsészettudományi Kar Általános Nyelvészeti Tanszékére. Később a Nyelvtudományi Intézetbe kihelyezett Elméleti Nyelvészeti Szakcsoport majd Tanszék professzora, 2002-től professor emeritus. 1993 és 2018 között az Acta Linguistica Hungarica főszerkesztője.
Számos külföldi egyetemnek volt vendégprofesszora. 1969 és 1971 között a Stockholmi Egyetemen tanított. Ezután készítette el az első magyar–svéd szótárt.  Tanított több párizsi egyetemen (Vincennes 1971–1972, Sorbonne 1978–1979, École Pratique des Hautes Études 1994), a Stuttgarti Egyetemen (1971–1972), az Aarhusi Egyetemen (1977), az Antwerpeni Egyetemen (1984) és a Bécsi Egyetemen is (1986, 1988, 2002).
1971-ben védte meg a nyelvtudományok kandidátusi, 1978-ban akadémiai doktori értekezését. Az MTA Nyelvtudományi Bizottságának lett tagja. 1987-ben megválasztották a Magyar Tudományos Akadémia levelező, 1995-ben pedig rendes tagjává. 1999-ben a Nyelv- és Irodalomtudományi Osztály elnökévé választotta; e minőségében az MTA elnökségének is tagja lett. Az osztályt 2008-ig vezette. 1993-ban a londoni székhelyű Academia Europaea, 1995-ben a párizsi székhelyű Európai Tudományos és Művészeti Akadémia és az Osztrák Tudományos Akadémia is felvette tagjai sorába. A Stockholmi, illetve a Párizsi XIII. Egyetem díszdoktora. 2003–2013 között a Comité International Permanent des Linguistes elnöke.

## Munkássága
Kiefer Ferenc kutatóként, egyetemi oktatóként, szerkesztőként, tudományszervezőként úttörő szerepet játszott a 20. század közepén kialakuló új nyelvészeti paradigmák, a generatív nyelvelmélet és a formális szemantika eredményeinek és módszereinek magyarországi meghonosításában, a magyar nyelv jelenségeinek e paradigmák keretében való elemzésében, és a magyar adatokon alapuló eredményeknek a szintaxis, szemantika, morfológia, fonológia, pragmatika kurrens elméleteibe való integrálásában.
Szerteágazó munkásságának legfontosabb területe a jelentéstan volt. E téren legnagyobb hatású eredményei a morfológiai és mondattani eszközökkel kódolt jelentéstani megkülönböztetések vizsgálatához kötődnek. Elemezte az aspektuális különbségek jelölését, az információs szerkezet (topik és fókusz) kódolását, a modalitás fajtáinak kifejezőeszközeit és ezeknek az információs szerkezettel való interakcióját (megkülönböztetve a szubjektív és objektív episztemikus modalitást), illetve a mátrixigék faktivitását befolyásoló tényezőket. A magyar nyelvre megállapított törvényszerűségeket, összefüggéseket magyarul elsősorban monográfiákban tette közzé (Az előfeltevések elmélete (1983), Jelentéselmélet (2000; 2007), Lehetőség és szükségszerűség (2005), Aspektus és akcióminőség, különös tekintettel a magyar nyelvre (2006)); a magyar adatok elemzésének elméleti tanulságait pedig angol nyelvű tanulmányokban, nemzetközi folyóiratokban publikálta.
Úttörő kutatásokat végzett a pragmatika területén is, például foglalkozott a mondatfajták, mondatjelentések és az illokúciós erő összefüggéseivel, a beszélői attitűdöknek az egyes illokúciós aktusokban használt kifejezőeszközeivel (pl. J. Searl, F. Kiefer, M. Bierwisch (szerk.): Speech Act Theory and Pragmatics, Dordrecht, 1980).
Az 1980-as években kutatócsoportot szervezett egy új, a generatív nyelvelmélet elveit és módszertanát követő magyar grammatika, a Strukturális magyar nyelvtan megírására. A Kiefer Ferenc által szerkesztett monumentális mű négy kötetben jelent meg 1992 és 2008 között (Mondattan, Fonológia, Morfológia, A szótár szerkezete). A Mondattant angolul is kiadta az Academic Press a Syntax and Semantics sorozat 27. köteteként. Kiefer Ferenc e köteteknek nem csak szerkesztője, hanem társszerzője is volt. Különösen nagy részt vállalt a Morfológia kötet megírásában; ő írta (egyedül, illetve Ladányi Máriával közösen) a szóképzéssel, a szóösszetétellel, a ragozással, valamint az igekötőkkel foglalkozó fejezeteket. A produktivitás, illetve szabályosság kérdésével, a természetes morfológia érvényesülésével, az eseményszerkezet (aspektus, telicitás, akcióminőség) alaktani megjelenésével, a szóösszetételek és a szóképzés szintaktikai, szemantikai és pragmatikai problémáival kapcsolatos eredményeit angol nyelvű tanulmányok és könyvfejezetek sorában is közzétette. Kiefer Ferenc öröksége a nemzetközi morfológiai kutatások talán legfontosabb éves konferenciájává vált Vienna – Budapest International Morphological Meeting is.
Tudományos közleményeinek száma 185, köztük 10 könyv és 25 szerkesztett kötet.

## Családja
Nős, második felesége Janczyszyn Júlia lengyel származású pszichológus. Első házasságából egy leánygyermeke, második házasságából két fiúgyermeke született.

## Díjai, elismerései
- Munkácsi Bernát-díj (2000)
- Széchenyi-díj (2008)
- Révai Miklós-emlékérem (2011)
- Akadémiai Aranyérem (2018)

## Főbb publikációi
- Matematikai nyelvészeti tanulmányok; Országos Műszaki Könyvtár és Dokumentációs Központ, Bp., 1964
- A Theory of Structural Semantics (társsz.), Mouton, The Hague, 1966
- On Emphasis and Word Order in Hungarian  Indiana University Press, Bloomington, 1967
- Mathematical Linguistics in Eastern Europe (szerk.), American Elsevier, New York, 1968
- Bevezetés a generatív nyelvelméletbe; TIT, Bp., 1969 (A TIT Idegennyelv-oktatási Választmánya kiadványsorozata)
- Mondattani-szemantikai tanulmányok, OMKDK, Budapest, 1970
- Swedish Morphology, Skriptor, Stockholm, 1970
- Generative Morphologie des Neufranzösischen, Niemeyer, Tübingen, 1973
- Essais de sémantique generale, Mame, Paris, 1974
- Speech Act Theory and Pragmatics (társszerk.), Reidel, Dordrecht, 1980
- Az előfeltevések elmélete, Akadémiai kiadó, Budapest, 1982
- Magyar–svéd kéziszótár, Akadémiai kiadó, Budapest, 1984
- A magyar nyelv kutatásának általános nyelvészeti vonatkozásai : akadémiai székfoglaló : 1988. február 15., Budapest, Akadémiai Kiadó, 1991
- Strukturális magyar nyelvtan I. Mondattan (szerk.) Akadémiai kiadó, Budapest, 1992, 2015
- Új magyar nyelvtan (társszerző), Osiris, Budapest, 1998
- The Syntactic Structure of Hungarian. Syntax and Semantics 27. (társszerk.), Academic Press, New York, 1994
- Strukturális magyar nyelvtan II. Fonológia (szerk.), Akadémiai kiadó, Budapest, 1994, 2016
- Jelentéselmélet, Corvina, Budapest, 2000
- Strukturális magyar nyelvtan III. Morfológia (szerk.), Akadémiai kiadó, Budapest, 2000, 2018.
- A magyar nyelv kézikönyve (társzerk.), Akadémiai kiadó, Budapest, 2003
- Igék, főnevek, melléknevek. Előtanulmányok a mentális szótár szerkezetéről, Tinta Könyvkiadó, Budapest, 2004
- Lehetőség és szükségszerűség. Tanulmányok a nyelvi modalitás köréből, Tinta Könyvkiadó, Budapest, 2005
- Magyar nyelv (szerk.),  Akadémiai kiadó, Budapest, 2006
- Aspektus és akcióminőség. Különös tekintettel a magyar nyelvre. Eseményszerkezet – mondatszemantika; Akadémiai, Budapest, 2006
- Jelentéselmélet; 2. bőv., jav. kiad.; Corvina, Budapest, 2007 (Egyetemi könyvtár)
- Strukturális magyar nyelvtan IV. A szótár szerkezete (szerk.), Akadémiai kiadó, Budapest, 2008
- Twenty years of theoretical linguistics in Budapest. A selection of papers from the 2010 conference celebrating the twentieth anniversary of the Theoretical Linguistics Programme of Eötvös Loránd University; szerk. Kiefer Ferenc, Bánréti Zoltán; HAS Research Institute for Linguistics–Tinta, Bp., 2012 + DVD (Segédkönyvek a nyelvészet tanulmányozásához)
- From thought experimenst to real experiments in pragmatics (társz.). In: Alessandro Capone, Franco Lo Piparo, Marco Carapezza (eds.), Perspectives on Pragmatics and Philosophy, Springer, Berlin., 2013, 53-86
- Perspectives on Pragmatics and Philosophy (könyvrészlet, 2013)
- Strukturális magyar nyelvtan (szerk., 2015)